# Schimsheim
Schimsheim ist ein Ortsteil von Armsheim mit etwa 500 Einwohnern und liegt im Landkreis Alzey-Worms, in Rheinhessen.

## Geographie
Schimsheim befindet sich 400 Meter entfernt nördlich von Armsheim. Es liegt im Wiesbachtal. Wörrstadt liegt etwa 3 km im Nordosten und Gau-Bickelheim 2 km im Nordwesten.
Zum Ortsteil gehört auch der Wohnplatz Bahnwärterhaus.
Nachbarorte sind Armsheim, Rommersheim und Wallertheim.

## Geschichte
Der heutige Straßenverlauf gibt wesentliche Hinweise auf die Entwicklung des Dorfes. Auf dem heutigen kleinen Platz im Dorfmittelpunkt von Schimsheim befand sich die Schimsheimer Effe (Ulme oder auch Rüster), der Dorf- und Gerichtsbaum, die 1933 vom Blitz getroffen wurde. Die gegenwärtig hier wachsende Linde wurde in den Hohlraum der Effe gepflanzt, nachdem diese Ende der 1970er Jahre abgestorben war. Hier befand sich ursprünglich der Dorfrand, in der angrenzenden Kirchgasse stand die im Dreißigjährigen Krieg zerstörte St.-Martins-Kirche. Im Mittelalter war das Kloster Otterberg im Ort begütert.
Mit dem Ausbau der rheinhessischen Landstraßen in den 1830er Jahren und mit dem Bau der Eisenbahnstrecken Bingen–Worms (1870), Mainz–Alzey (1871) und Armsheim-Wendelsheim (1871–1895) der Hessischen Ludwigsbahn begann eine neue Epoche der Ortsentwicklung vor allem zugunsten des benachbarten Armsheim.
Am 7. Juni 1969 wurde im Rahmen einer Gebietsreform aus der bis dahin eigenständigen Gemeinde Schimsheim mit 267 Einwohnern und der benachbarten Gemeinde Armsheim (1.261 Einwohner) die heutige Ortsgemeinde Armsheim neu gebildet. In der Folgezeit begann 1983 – auch durch die Ausweisung eines Neubaugebietes zwischen beiden Orten – das Zusammenwachsen beider Dörfer.

## Kulturdenkmäler
Im Nachrichtlichen Verzeichnis der Kulturdenkmäler Rheinland-Pfalz für den Landkreis Alzey-Worms der Generaldirektion Kulturelles Erbe wurden folgende Bauwerke und Denkmäler aus Schimsheim aufgenommen:
- Am Kreuz: Wegekreuz, spätbarock, bezeichnet 1796
- (bei) Untergasse 1: Glocken- und ehemaliger Spritzenschlauch-Trockenturm, Sandsteinquaderbau, 1924.
- Wallertheimer Straße: Friedhofskreuz, Barock, um 1800
- Wallertheimer Straße 3: Streckhof; eingeschossiges Wohnhaus, 17./Anfang 18. Jahrhundert
- Wallertheimer Straße 5: ehemalige Gasthaus „Zur Krone“, Dreiseithof; Fachwerkbau, teilweise massiv, bezeichnet 1608; Wirtschaftsgebäude und Hoftorpfosten, 2. Hälfte 19. Jahrhundert
- Wallertheimer Straße 12/14: barockes Fachwerkdoppelhaus, teilweise massiv, 1. Hälfte 18. Jh.

Siehe auch: Liste der Kulturdenkmäler in Armsheim

## Verkehr
- Mit den Autobahnanschlussstellen in Gau-Bickelheim (Bundesautobahn 61) und Wörrstadt (Bundesautobahn 63) besteht Anschluss an den Fernverkehr.
- Der nächste Bahnhof befindet sich im nur wenige hundert Meter entfernten Armsheim. Hier kreuzen sich die beiden Eisenbahnstrecken Alzey–Mainz und die Rheinhessenbahn von Bingen am Rhein nach Worms. Früher gab es von hier aus auch noch einen Abzweig zur Wiesbachtalbahn Richtung Wendelsheim über Flonheim, die aber bereits 1966 für den Personenverkehr aufgegeben wurde. Am Wochenende sowie an Feiertagen sind Fahrten mit dem Elsass-Express nach Wissembourg möglich.